# La Valette (Isère)
La Valette ist eine französische Gemeinde mit 64 Einwohnern (Stand: 1. Januar 2022) im Département Isère in der Region Auvergne-Rhône-Alpes (vor 2016 Rhône-Alpes). Sie gehört zum Arrondissement Grenoble und zum Kanton Matheysine-Trièves. 

## Geographie
Die Gemeinde La Valette liegt am Westrand des Oisans-Massivs der Dauphiné-Alpen, etwa 40 Kilometer südsüdöstlich von Grenoble am Fluss Roizonne. Der höchste Punkt in der Gemeinde La Valette ist der Gipfel des 2214 m hohen Le Piquet de Nantes. Umgeben wird La Valette von den Nachbargemeinden Lavaldens im Norden, Oris-en-Rattier im Osten, Siévoz im Süden, Nantes-en-Ratier im Westen sowie Saint-Honoré im Westen und Nordwesten.

## Bevölkerungsentwicklung
| Jahr                       | 1962 | 1968 | 1975 | 1982 | 1990 | 1999 | 2006 | 2013 | 2021 |
| -------------------------- | ---- | ---- | ---- | ---- | ---- | ---- | ---- | ---- | ---- |
| Einwohner                  | 56   | 44   | 38   | 40   | 32   | 58   | 70   | 72   | 62   |
| Quellen: Cassini und INSEE |      |      |      |      |      |      |      |      |      |

## Sehenswürdigkeiten
- Kirche Saint-Pierre

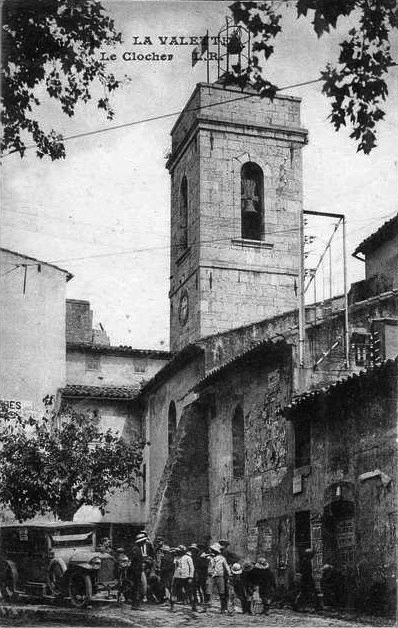
Kirche Saint-Pierre auf einer Postkarte Anfang des 20. Jahrhunderts
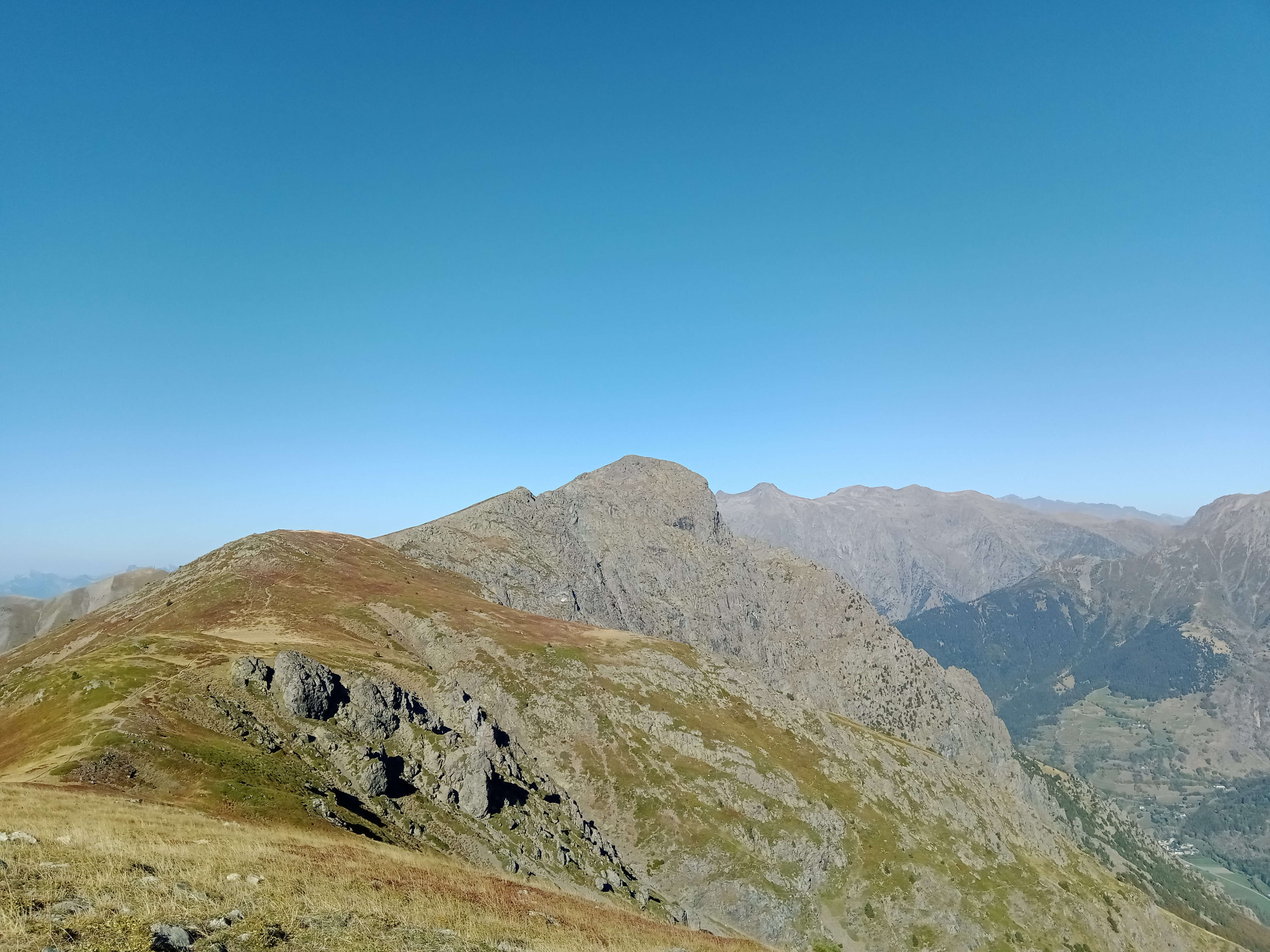
2214 m hoher Le Piquet de Nantes (vorn links)